# Leísmo
Le leísmo désigne, pour un hispanophone, le fait d'utiliser les pronoms compléments « le » et « les » (originellement compléments d'objet indirect) dans une fonction de complément d'objet direct, au lieu des « lo »/« la » et  « los »/« las » traditionnels et conformes à l'étymologie latine.
Le leísmo est très diffusé dans l'ensemble du domaine hispanique, bien que sa fréquence varie beaucoup dans les différents dialectes. Le changement se produit avant tout en référence à des êtres animés, tout en dépendant des verbes utilisés et de la construction de la phrase. Dans les régions du centre de la Castille, son usage est extrêmement fréquent dans les discours informels. En Équateur, le contact avec le kichwa a produit un phénomène extrême de leísmo.
Il est considéré comme normatif par la Real Academia Española lorsque le pronom fait référence à un nom masculin.
Le phénomène inverse (utilisation des pronoms directs au lieu des indirects) est dénommé loísmo ou laísmo.